# Labrador City
Labrador City – miasto w Kanadzie, w prowincji Nowa Fundlandia i Labrador. Leży na półwyspie Labrador niedaleko granicy z Quebekiem. Zostało założone w latach sześćdziesiątych XX-tego wieku jako miejsce zakwaterowania pracowników Iron Ore Company of Canada, która zajmuje się wydobyciem rudy żelaza. Labrador City i sąsiednie Wabush znane są razem pod nazwą „Labrador West”.
Liczba mieszkańców Labrador City wynosi 7240. Język angielski jest językiem ojczystym dla 95,7%, francuski dla 2,7% mieszkańców (2006).